# Havaika jamiesoni
Espèce
Havaika jamiesoni est une espèce d'araignées aranéomorphes de la famille des Salticidae.

## Distribution
Cette espèce est endémique de Kauai à Hawaï,.

## Description
Le mâle holotype mesure 4,44 mm et la femelle paratype 4,32 mm.

## Étymologie
Cette espèce est nommée en l'honneur de Dean Jamieson.

## Publication originale
- Prószyński, 2002 : Remarks on Salticidae (Aranei) from Hawaii, with description of Havaika gen.n. Arthropoda Selecta, vol. 10, no 3, p. 225-241 (texte intégral).